# Chris Burgess
Chris Burgess (ur. 23 kwietnia 1979 w Provo) – amerykański koszykarz, występujący na pozycjach silnego skrzydłowego lub środkowego, obecnie asystent trenera drużyny akademickiej BYU Cougars.

## Kariera
W 1997 wystąpił w meczu wschodzących gwiazd – Nike Hoop Summit oraz McDonald’s All-American.
Swoją karierę rozpoczął na uniwersytecie Duke. Wówczas szlifował swoją formę pod okiem Mike'a Krzyzewskiego. Pierwszy profesjonalny kontrakt podpisał z zespołem ze stolicy Turcji, Tuborg Pilsner Stambuł. Po sezonie spędzonym na wschodzie Europy wyjechał do Australii broniąc barw  Cairns Taipans. Potem wyjechał do Ameryki Środkowej, dokładnie do Portoryko, gdzie spędził niecały sezon. Wkrótce został oddany do koreańskiego Mobis Phoebus Seul. Potem powrócił do Turcji, znów do Portoryko, następnie wyjechał na Ukrainę, a nawet do Zjednoczonych Emiratów Arabskich. W sezonie 2010/11 był zawodnikiem Zastalu Zielona Góra. Do Polski trafił drugi raz. Wcześniej przebywał w Gdyni na testach w Asseco Prokomie.
Jego brat, David również gra w koszykówkę.

## Osiągnięcia
Na podstawie, o ile nie zaznaczono inaczej.
NCAA
- Wicemistrz NCAA (1999)
- Uczestnik rozgrywek:
  - Elite 8 turnieju NCAA (1998, 1999)
  - turnieju NCAA (1998, 1999, 2002)
- Mistrz:
  - turnieju konferencji Atlantic Coast (ACC – 1999)
  - sezonu zasadniczego konferencji:
    - ACC (1998, 1999)
    - Mountain West (2001)

Indywidualne
- Zaliczony do:
  - I składu NBL (2005)
  - II składu PLK (2011 przez dziennikarzy)[4]
- Lider w:
  - zbiórkach:
    - australijskiej ligi NBL  (2005)
    - portorykańskiej ligi BSN (2006)

  - blokach  portorykańskiej ligi BSN (2006)